# Gårdtjärnen (Piteå socken, Norrbotten, 727312-169724)
Gårdtjärnen är en sjö i Piteå kommun i Norrbotten och ingår i Byskeälvens huvudavrinningsområde.